# Kálvária tér
Kálvária tér est une place située entre les quartiers de Magdolna, Losonci et Orczy, dans le 8e arrondissement de Budapest. Vaste place de forme allongée, son espace central est occupé par un square.